# Literatura en valón
La literatura valona es aquella realizada en valón, una de las lenguas de oïl hablada en Valonia, que forma parte de Bélgica.

## Origen
Las primeras muestras literarias a territorio valón son en latín, de carácter hagiográfico o de monjes eruditos. La Vita Sanctae Gertrudis, fundadora del monasterio de Andenne, data del 670 y fue escrita en Lieja. La Vitae Landiberti, primer obispo de Lieja, fue compuesta entre el 727 y 743. El monje irlandés Sedulius (s. IX), poeta oficial de los obispos Hartgar (840-855) y Francó (855-901), escribieron un Liber de rectoribus christianis. Más tarde aparecieron Sequence de Sainte Eulalie y un texto fráncico, el Rithmus Teutonicus de piae memoriae Hludovico rege filio Hludvici aeque regis. En el siglo XI destacaría el maestro de escuela Egbert, autor de una Fecunda Ratis, compilación de 596 máximas, 206 dísticos y 61 cuentos, entre ellos, el conocido Petit chaperon rouge. Y en el siglo XII, un Poème moral.
Durante los siglos XII y XII destacaron los cronistas valones en francés Jean de Froissart, Geoffroi de Fontaines, Jean Lemaire de Belges y el juglar Adenet Le Roi. Cuando al teatro, destacaron el Jean du Garçon et de l’Aveugle (1277) aparecido en Tournai; el Mystère de la Passion con refundiciones del mismo texto del 1450 al 1456, aparecida a Namur; la Vie te Ystoire de Madame sainte Waudru (1433) en Mons; el Mystère de la Nativité copiado por la monja Catherine Bourlet el 1478-1484. Del siglo XVI destacaron la compañía de teatro namuresa Enffans du prince d’Amour y Le livre de conduite du Réggiseur et le Compte des dépenses pour le Mystère de la Passion joué à Mons.

## Edad Moderna
Antes del 1600 hay algunos textos en francés con carácter dialectal valón. El recurso al dialecto es un fenómeno anterior al Renacimiento, periodo donde decaen los scriptae regionales franceses en provecho de una lengua central unificadora, a la vez que les hace decaer socialmente, cosa que también provocó su distanciamiento estilístico. Las primeras muestras de literatura dialectal en valón fueron del siglo XIV, Li ver del Juïse y Li dialoge Gregoire lo Pape, y del siglo XV, la Chronique de Floreffe. También se conservan de la misma época villancicos bilingües, pasquines, diálogos sobre asuntos de la época, quejas de mal casados, canciones de danza y sermones divertidos, de carácter oral y satírico.
Del siglo XVI se conservan algunas quejas sobre el matrimonio, dos cramignons picarescos; el primer drama en valón es de 1623, Moralité, oda enfática en honor de un nuevo doctor en teología. De esta época datan otras muestras como el primer texto literario en valón moderno, el virulento y anticalvinista Sonnet lidjwès (1622), así como los numerosos poemas populares del 1631-1636 de carácter satírico y diálogos de labradores de Lieja donde se critican las miserias de la guerra. Además, en 1635 apareció el Almanach de Liège, publicación literaria en valón dirigida por Mathieu Laensberg. En total, unos 400 textos, casi todos anónimos. 
Del siglo XVIII hay unos 50 textos de la época revolucionaria, todos en metro octosilábico, tanto en canciones como en los pasquèyes, largas piezas en verso medio sonrientes, medio burlescas, hechas en hojas sueltas no impresas, cantadas o recitadas. También hay tímidos intentos de hacer teatro en valón: hacia el 1757 se compusieron cuatro obras de teatro de salón en valón ilustrado, entre ellas ''Li voyadge de Tchaud-Fontaine, obra del canónigo aristocrático Simon de Harlez (1716-1781), de carácter operístico cómico y que describe tipos pintorescos sin ningún lirismo. Además aparecieron grupos bajo el nombre genérico de Tèyate lïdwès, las adaptaciones por Jean-Joseph Hanson (1739-179?) de La Henriade travestie de Fougeret de Monbron y de Os Lusíadas de Camoens (de 3750 versos octosílabos cada uno). 
La literatura del siglo XVII-XVIII se apoya en la poesía de acción y circunstancia, pero sale del espíritu satírico: el 1684 un panfleto político sobre los problemas de la democracia de Lieja; un alegre elogio al revés de la Fuente de Pline en Tongres, surgida de la inspiración del jurista Lambert de Ryckman, consejero del obispo, de 1700; o la invectiva vengativa puesta en la boca de un bribón, del carmelita Marian de Saint Antoine. En general, se trata de obras militantes que se ponen en boca del pueblo, y que encuentran una sociedad que renueva la tradición dialectal por la culta, consciente y organizada del habla de los antepasados. Así, en 1787 Cambrezier de Lieja escribió el primer Dictionnaire wallon-français.

## ElsigloXIX
Después de un silencio de 1800 a 1830, después de la independencia de Bélgica, aparecieron autores en valón en todas las ciudades. Nicolas Bosret (1799-1870) de Namur, autor de Li Bea Bouket (1851) y Cåbaret des Mintes (1834), que popularizó las canciones Li pikete don djoû å viyaedje, Le sondje d’on blessî e Crimêye y Ene fiesse namurwesse. En Lieja, incluso, surgió el grupo más importante, formado por Charles du Vivier, Henri Forir (1784-1862), autor de un Dictionnaire liégeois-français (1820) y de poemas como Li ctapé manaedje (1836) y So les bassès scoles do vî tins, François Bailleux (1817-1866), Charles Werotte (1795-1870) con la canción C'est l'café (1854), y Charles Nicolas Simonon (1774-1847) precursor que abriría nuevas vías como la canción patriótica, báquica, sentimental, la fábula o el relato, autor de los 36 sizains agrupados en Li côparèye (1822). Mientras tanto, en Mons, Henri Delmotte publicaría en 1834 Scènes populaires montoises que alentarían la abate Charles Letellier (1807-1870) a publicar en 1842 un Essai de littérature montoise, donde destacaba la pieza Mariâje dè l’fîye chôse (1845), a la vez que en 1846 fundaba el Armonaque de Mons, uno de los primeros almanaques dialectales, que apareció del 1846 al 1894.
Hacia los años 1840-1850 se produjo un triunfo definitivo de la elegía valona, con las obras de Nicolas Defrêcheux (1825-1875) Leyîz-m’plorer (Déjame llorar, 1854) y L’avez’uno véyou passer (1856), seguidas por las del liegés Édouard Remouchamps (1836-1900), autor de la pieza teatral Tatî l’periquî (Gautier el peluquero, 1885) y por el brabanzón Michel Renard (1829-1904) con las novelas folclóricas Les aventures de Djan d’Nivèles, el fil de s’père (1857) y Argayon, èl djeyant d’Nivèles (1893). Estas obras hicieron popular Defrecheux y lo animaron, con un grupo de amigos, a crear en 1856 la Sociéte Liègeoise de Littératura Wallonne, que en 1903 cambiaría el nombre por el de Sociéte de Littérature Wallonne, formada por el mismo Defrecheux y Pinsard, Barillé, Dieudonné Salme (autor del cuento Li Houlot), Donnay, Delarge, Loiseau y Lagauche, y que publicaría un Bulletin con estudios sobre obras de teatro y sobre el dialecto. Esta sociedad facilitaría la publicación de las obras no sólo de Defrecheux y Remouchamps, sino también de autores de teatro no tan conocidos como Leopold Godenne (1851-1909), director de la revista dialectal Li Marmite con una tirada de 15.000 ejemplares, Jean Bury (1867-1918) con La Wallonne (1892) y la revista dialectal L'Airdiè (1892-1894), los hermanos August y Clément Déom (1868-1956), autores de 30 piezas de teatro; Henri Hurard (1876-1943) autor de las piezas de teatro Ruv’nou! (1902) y Lu tetche qui ruspite (1907), Thomas Berwette (1927), Nicolas Trockart (1880-1949), Maurice Carême (1899-1978) y otros.
De esta manera, de 1850 a 1914 el regionalismo literario conoció una edad de oro, proliferaron sociedades de autores valones a escala local, como Le Caveau Liègeois, fundada en 1872, y Lès Rèlîs Narmurwès, fundada en 1909, con revistas y anuarios y que intentaron unirse en federaciones. Además de la comedia, la poesía ofreció también una riqueza y una variedad de textos insospechada, con las obras del abate Michel Renard y sus poesías pseudoclásicas, los sonetos de George Willome y las obras de Henri Simon, que elevó la calidad de la lengua. El lirismo, inaugurado con Defrecheux, recibió apoyo de la canción y la sátira de los cabarets valones, sobre todo en Lieja y Tournai. Una muestra fue la revista dialectal Le Spirou, fundada el 1888, dónde colaborarían otros autores como Georges Willome (1862-1917) autor de los poemas Sonnets (1917) y del teatro poético de gran calidad, El rouse dè Sint Ernèle (1890), y André Delchef (1835-1902) autor de la comedia Li galant dèl sièrvante (1858).

## ElsigloXX
Durante el periodo de entreguerras, la poesía y el teatro valón se consolidaron con obras románticas de diversos autores. Joseph Vrindts (1855-1940), que desde 1894 había dado vida a revistas como Li Mèstré o Armaneck des Qwate Mathy, en Lieja, de carácter naïf, en las que publicó sus obras Tot tûsant (1924), Les Boukets tot fwaits (1893), Påjhûles rimeas (1897), Lingaedje et acsegnance des fleurs et des plantes walons (1898), Vî Lidje (1901), Viyès airs et noveas respleus (canciones, 1907), Racontroûles et råtchåds (1920), el cuento Li pope d’Anviesse (1896) y las obras de teatro On djudi d' fiesse (1887), Madame Nonård (1900), L'eritaedje (1900), Li siermint da Gretri (1908-1928); el picardo Henri Raveline (Valentin van Hasselt, 1852-1938) con las narraciones Voléz co des istoires? In vlà (1913), El cu d`el Mante (1935), El famiye Djean Lariquette (1912) y Po dire à l’eschrienne (1909); Jean Le Jeune (1875-1945) autor de las comedias impresionistas Bertine (1890), Li Grimbié molin (1912), Po marier, Leyontine (1927), Cadet (1921), y los estudios lingüísticos Vocabulaire wallon du chaudronnier en fer et acier (1901) y Toponymie de la commune d'Ayaneux (1902); el considerat mejor autor valón, Henri Simon (1856-1939) autor de los poemas Li mwert di l’âbe (La muerte del árbol, 1909) y Li pan dè bon Diu (1914), y de las comedias Janète (1913) y Li neûre poye (1893); Henri Brogart y el parnasianista Marcel Launay (1890-1944), el prolífico Joseph Mignolet (1893-1973), autor de los poemas Fleûrs de brouwires (1919), Lis Trevis Adjes de l’vêye (1939) y Payîs d’Lîdge (1943), las novelas Li payîs dèr sotis (1921) y Li blanke dame (1933), el drama Li Mêsse (1931) y Li vôye qui monte (1933) y las epopeyas Li tchant de l’Greu (1932) y Li tchant de m’tère (1935); Georges Ista (1874-1939) con las obras de teatro Monnonke Djouprele (1904), Kî çk' est l' mwaisse ? (1905), Li rôze d'årdjint (1906), Pire ou Pål (1907), Mitchî Peket (1908), Madame Lagaesse (1909), Li veûltî (1910), y Li båbô (1912); René Barmarin (1884-1944) con Li mariaedje da Djhan-Flupe (1906-1908) y Li cok d’Awousse. Paul Moreau (1887-1939), autor de los cuentos Contes d'aprandjire (1932), Fleurs d' al viesprêye (1935), Padzo l' tiyoû (1933) y Djan Burdou (1939). Jules Claskin (1888-1926) con los poemas intimistas Côps d’saye (1922) y Côps d’oûy (1923); François Loriaux (1886-1942) con las canciones Il a cassé s' pupe ; Les djouweus d' cwåtes, Pårlaedje congolès, Dji so sôlêye, Nosse pôve gade est crevêye y Li tchanson des verités. Sin embargo, en la prosa narrativa, a finales del siglo XIX, los resultados en valón eran muy modestos, a pesar de los esfuerzos de François Renkin (1872-1906), Arthur Xhignesse (1873-1941), autor de Les pôves diâles (1907) y Bole-di-Gome (1912), y sobre todo Henri Raveline, gran descriptor del Borinage natal.